# اقیانوس ماگما

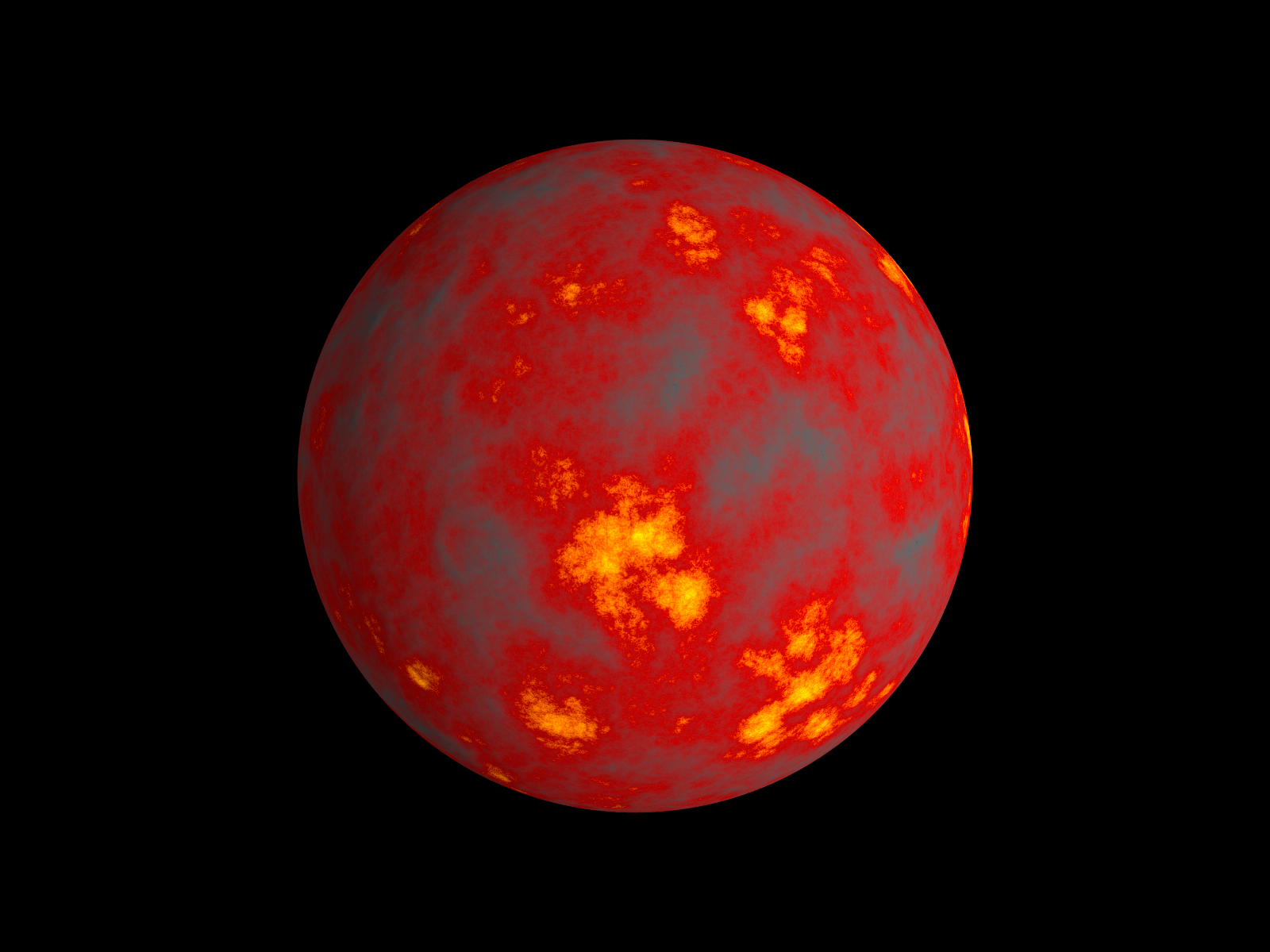
سیاره سراسر آتشفشانی، اقیانوس ماگما در سطح

اقیانوس ماگما (انگلیسی: Magma ocean) به لایه‌ای از سنگ مذاب (ماگما) گفته می‌شود که در مقیاس بزرگ سطح یک سیاره یا قمر را می‌پوشاند. این پدیده بیشتر در مراحل اولیه تشکیل سیارات و اقمار رخ می‌دهد، زمانی که دمای سطح به دلیل برخوردهای عظیم و فعالیت‌های آتشفشانی بسیار بالا است.
اقیانوس‌های ماگما، پهنه‌های وسیعی از ماگمای سطحی هستند که در طول دوره‌های برافزایش (رشد تدریجی) یک سیاره یا برخی از قمرهای طبیعی آن وجود دارند. این پدیده زمانی رخ می‌دهد که جرم آسمانی به‌طور کامل یا جزئی ذوب شده باشد.
با گذشت زمان و سرد شدن تدریجی، اقیانوس ماگما شروع به تبلور و جامد شدن می‌کند و در نهایت پوسته جامد سیاره یا قمر را تشکیل می‌دهد. مطالعه اقیانوس‌های ماگما می‌تواند اطلاعات ارزشمندی دربارهٔ تاریخچه و تکامل سیارات و اقمار در اختیار دانشمندان قرار دهد.
در اوایل شکل‌گیری منظومه خورشیدی، اقیانوس‌های ماگما با ذوب شدن خرده‌سیارات و برخوردهای سیاره‌ای شکل گرفتند. خرده‌سیارات کوچک توسط گرمای ناشی از واپاشی هسته‌ای آلومینیوم-۲۶ ذوب می‌شوند. با بزرگ‌تر شدن سیارات، انرژی از برخوردهای عظیم با دیگر اجرام سیاره‌ای تأمین می‌شد. اقیانوس‌های ماگما بخش جدایی ناپذیر از شکل‌گیری سیاره هستند زیرا تشکیل یک هسته از طریق جداسازی فلز و یک جو و هیدروسفر را از طریق گاززدایی تسهیل می‌کنند. شواهدی وجود دارد که از وجود اقیانوس‌های ماگما در زمین و ماه پشتیبانی می‌کند. اقیانوس‌های ماگما ممکن است برای میلیون‌ها تا ده‌ها میلیون سال، در میان شرایط نسبتاً ملایم، زنده بمانند.

## اقیانوس ماگمایی ماه

شکل‌گیری اقیانوس ماگمایی ماه با لایه‌ای از سنگ مذاب که تصور می‌شود صدها کیلومتر عمق داشته است.